# Cotopering
Cotopering är en teknik för att rena och återvinna hydraul- och smörjoljor direkt i maskinerna och under pågående normal drift, via en separat processor. Produkter som möjliggör cotopering har utvecklats och tillverkas av det svenska företaget COT-Clean Oil Technology.
Alla hydraul- och smörjoljor förorenas av partiklar, förbränningsrester, sot, vatten och smuts som kommer in i motorns smörjsystem via otätheter. Därtill kommer bland annat metallpartiklar som skapas vid friktion och slitage i hydraulsystemets eller förbränningsmotorns rörliga delar. 
Även om oljan byts ut, finns avfallsprodukter kvar i systemet som förorenar den nya oljan så snart systemet startas igen.
Det standardmonterade oljefiltret avlägsnar endast de partiklar som är större än 30-40 mikron. Ett oljefilter som filtrerar Med cotopering via en COT-processor arbetar man annorlunda.
Processorn monteras som en sidoström till systemet. En del av oljan passerar ett progressivt mikrofilter som filtrerar bort partiklar i storlek från 40 mikron i yttersiktet, ned till 1 mikron i kärnan.
Processorn frånskiljer och absorberar även eventuellt vatten i oljan.
Gäller det motorer, så passerar oljan dessutom en förångningsprocess som avlägsnar vatten, syror, etanol och andra bränslerester, glykol och svavelföreningar. Enheten når exakt temperatur utan termostat eller annan reglering.
Därefter leds oljan tillbaka till tråget. COT-processorn arbetar parallellt med det ordinarie reningssystemet och påverkar det inte på annat sätt än att minska belastningen på befintliga filter.